# Georgsfeld (Aurich)
Georgsfeld ist ein Stadtteil der Stadt Aurich in Ostfriesland. 

## Geografie
Der Ort liegt im Nordwesten der Kreisstadt und grenzt an die beiden Nachbarstadtteile Aurich und Tannenhausen. Darüber hinaus grenzt Georgsfeld an die Gemeinden Großheide und Südbrookmerland, darin an die Ortsteile Moordorf und Ost-Victorbur. Zum Ortsteil gehört auch der Nebenort Abelitzmoor.

## Geschichte
Es handelt sich bei Georgsfeld um den jüngsten der 21 Auricher Stadtteile: Die Moorkolonie entstand zwischen 1846 und 1848 an einer Straße, die Moordorf mit Tannenhausen verbindet. Benannt wurde die Moorkolonie am 7. Februar 1852 zu Ehren des damaligen Herrschers über Ostfriesland, Georg V. von Hannover. Dem Königreich Hannover gehörte Ostfriesland zwischen 1815 und 1866 an. Der Ort war zunächst ein reines Straßendorf, entwickelte sich aber später zu einer lockereren Streusiedlung, wenn auch mit Schwerpunkt entlang der heutigen Kreisstraße.
In den Zeiten der Weimarer Republik war Georgsfeld eine Hochburg der KPD innerhalb des heutigen Stadtgebiets. Ausgehend vom benachbarten Moordorf, entwickelte sich ein zusammenhängendes Gebiet von Georgsfeld und Walle über Moordorf nach Victorbur, in dem die KPD mehr als 500 Mitglieder aufwies. Sie sahen sich nach der Machtübernahme der NSDAP starker Verfolgung ausgesetzt. In Abelitzmoor richteten die Nationalsozialisten ein Strafgefangenenlager ein, deren Insassen zur Moorkolonisierung herangezogen wurden. Seit dem 1. Juli 1972 ist Georgsfeld ein Stadtteil von Aurich.

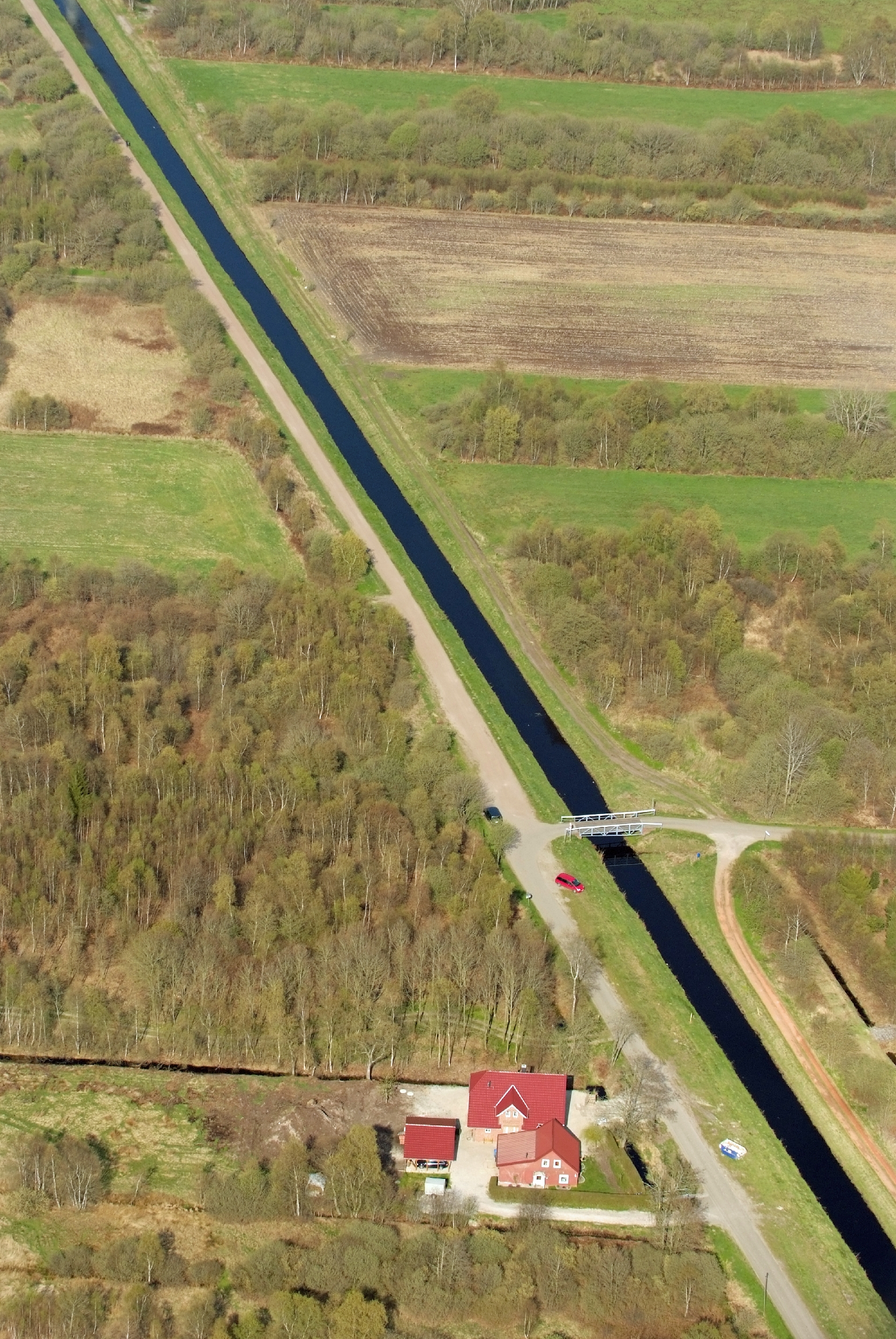
Abelitz-Moordorf-Kanal

## Politik

### Ortsrat
Der Ortsrat, der die Auricher Ortsteile Georgsfeld und Tannenhausen gemeinsam vertritt, setzt sich aus fünf Mitgliedern zusammen. Die Ratsmitglieder werden durch eine Kommunalwahl für jeweils fünf Jahre gewählt. Die aktuelle Amtszeit begann am 1. November 2021 und endet am 31. Oktober 2026.
Bei der Kommunalwahl 2021 ergab sich folgende Sitzverteilung:
| Ortsrat 2021Insgesamt 5 Sitze - SPD: 3 - GfA: 1 - AWG: 1 |

### Ortsbürgermeisterin
Ortsbürgermeisterin ist Gerda Küsel (SPD).

## Wirtschaft und Infrastruktur
Die Georgsfelder Gemarkung ist vom Tannenhausener Moor geprägt. Durch sie führt der in den 1880er-Jahren erbaute Abelitz-Moordorf-Kanal, der zur besseren Entwässerung der fiskalischen Moore vom preußischen Staat angelegt wurde. Der Kanal endet – entgegen ursprünglichen Planungen, ihn bis nach Esens fortzuführen – im Tannenhausener Moor im Grenzbereich zwischen Georgsfeld und Tannenhausen. Im Gegensatz zur Nachbargemeinde Südbrookmerland hat er im Georgsfelder Gebiet auch nie eine größere Bedeutung für den Binnenschiffsverkehr gespielt. Gleichwohl kommt ihm eine wichtige Funktion zur Entwässerung des Gebietes zu.
In Georgsfeld befindet sich einer der ersten Windparks, in denen die derzeit größten Windkraftanlagen des Auricher Herstellers Enercon stehen, der Windpark Georgsfeld. Der Ortsteil ist insgesamt landwirtschaftlich strukturiert.